# Mammal Species of the World
Mammal Species of the World: A Taxonomic and Geographic Referenceは、全世界の既知の哺乳類の説明をまとめた動物学の参考図書である。略称はMSW。2017年時点の最新版は第3版（2005年発行）。

## 編纂と発行
1982年に発行された初版は J. H. Honacki et al. によって編集され、4,170種を掲載した。
1993年にドン・E・ウィルソン（Don E. Wilson）とディーアン・M・リーダー（DeeAnn M. Reeder）によって編集された第2版が発行され、4,629種を掲載し、既存の172種について初版から説明が更新された。
2005年にウィルソンとリーダーによる第3版が発行され、5,416種を掲載し、2007年にオンライン版が公開された。オンライン版はバックネル大学が運営し、一部のみGoogle Booksで閲覧できるようになっている。
リーダーと K. M. Helgen によって編集された第4版の発行が予定されている。

## 参考
1. ↑  “Mammal species of the world: a taxonomic and geographic reference”. Google Scholar. 2015年9月2日閲覧。
2. ↑  Wilson, Don E.; Reeder, DeeAnn M. (editors) (2005). Mammal Species of the World — A Taxonomic and Geographic Reference (Print) (Third ed.). Baltimore, Maryland: Johns Hopkins University Press/Bucknell University. pp. 2,142. ISBN 978-0-8018-8221-0 2014年10月21日閲覧。
3. ↑  American Society of Mammalogists, Checklist Committee 2015. 2017年9月26日閲覧。